# Ninian Park
Ninian Park is een voormalig voetbalstadion in Cardiff, de hoofdstad van Wales. Het was tussen de opening in 1910 en de sloop in 2009 de thuisbasis van voetbalclub Cardiff City. Het stadion, bijgenaamd Sloper Park, The Old Lady en The Bearpit, werd daarnaast geruime tijd gebruikt voor voetbalwedstrijden van het Welsh voetbalelftal. Het complex was vernoemd naar luitenant-kolonel Ninian Crichton-Stuart (1883-1915). In 2009 verhuisde Cardiff City naar een nieuw stadion, het Cardiff City Stadium. In dat stadion is een tribune vernoemd naar Ninian.

## Interlands
Het Welsh voetbalelftal speelde in totaal 88 interlands in Ninian Park.
| 1  | 6 maart 1911      | British Championship | Wales | 2 – 2 | Schotland                      |
| 2  | 13 april 1912     | British Championship | Wales | 2 – 3 | Ierland                        |
| 3  | 16 maart 1914     | British Championship | Wales | 0 – 2 | Engeland                       |
| 4  | 26 februari 1920  | British Championship | Wales | 1 – 1 | Schotland                      |
| 5  | 14 maart 1921     | British Championship | Wales | 0 – 0 | Engeland                       |
| 6  | 5 maart 1923      | British Championship | Wales | 2 – 2 | Engeland                       |
| 7  | 16 februari 1924  | British Championship | Wales | 2 – 0 | Schotland                      |
| 8  | 31 oktober 1925   | British Championship | Wales | 0 – 3 | Schotland                      |
| 9  | 9 april 1927      | British Championship | Wales | 2 – 2 | Noord-Ierland                  |
| 10 | 26 oktober 1929   | British Championship | Wales | 2 – 4 | Schotland                      |
| 11 | 4 oktober 1933    | British Championship | Wales | 3 – 2 | Schotland                      |
| 12 | 29 september 1934 | British Championship | Wales | 0 – 4 | Engeland                       |
| 13 | 5 oktober 1935    | British Championship | Wales | 1 – 1 | Schotland                      |
| 14 | 17 oktober 1936   | British Championship | Wales | 2 – 1 | Engeland                       |
| 15 | 30 oktober 1937   | British Championship | Wales | 2 – 1 | Schotland                      |
| 16 | 22 oktober 1938   | British Championship | Wales | 4 – 2 | Engeland                       |
| 17 | 18 oktober 1947   | British Championship | Wales | 0 – 3 | Engeland                       |
| 18 | 23 oktober 1948   | British Championship | Wales | 1 – 3 | Schotland                      |
| 19 | 15 oktober 1949   | WK-kwalificatie      | Wales | 1 – 4 | Engeland                       |
| 20 | 23 november 1949  | Oefeninterland       | Wales | 5 – 1 | België                         |
| 21 | 21 oktober 1950   | British Championship | Wales | 1 – 3 | Schotland                      |
| 22 | 12 mei 1951       | Oefeninterland       | Wales | 2 – 1 | Portugal                       |
| 23 | 20 oktober 1951   | British Championship | Wales | 1 – 1 | Engeland                       |
| 24 | 5 december 1951   | 75-FAW               | Wales | 3 – 2 | Verenigd Koninkrijk            |
| 25 | 18 oktober 1952   | British Championship | Wales | 1 – 2 | Schotland                      |
| 26 | 10 oktober 1953   | WK-kwalificatie      | Wales | 1 – 4 | Engeland                       |
| 27 | 22 september 1954 | Oefeninterland       | Wales | 1 – 3 | Joegoslavië                    |
| 28 | 16 oktober 1954   | British Championship | Wales | 0 – 1 | Schotland                      |
| 29 | 22 oktober 1955   | British Championship | Wales | 2 – 1 | Engeland                       |
| 30 | 11 april 1956     | British Championship | Wales | 1 – 1 | Noord-Ierland                  |
| 31 | 20 oktober 1956   | British Championship | Wales | 2 – 2 | Schotland                      |
| 32 | 1 mei 1957        | WK-kwalificatie      | Wales | 1 – 0 | Tsjecho-Slowakije              |
| 33 | 25 september 1957 | WK-kwalificatie      | Wales | 4 – 1 | Duitse Democratische Republiek |
| 34 | 19 oktober 1957   | British Championship | Wales | 0 – 4 | Engeland                       |
| 35 | 5 februari 1958   | WK-kwalificatie      | Wales | 2 – 0 | Israël                         |
| 36 | 16 april 1958     | British Championship | Wales | 1 – 1 | Noord-Ierland                  |
| 37 | 18 oktober 1958   | British Championship | Wales | 0 – 3 | Schotland                      |
| 38 | 17 oktober 1959   | British Championship | Wales | 1 – 1 | Engeland                       |
| 39 | 22 oktober 1960   | British Championship | Wales | 2 – 0 | Schotland                      |
| 40 | 19 april 1961     | WK-kwalificatie      | Wales | 1 – 2 | Spanje                         |
| 41 | 14 oktober 1961   | British Championship | Wales | 1 – 1 | Engeland                       |
| 42 | 11 april 1962     | British Championship | Wales | 4 – 0 | Noord-Ierland                  |
| 43 | 20 oktober 1962   | British Championship | Wales | 2 – 3 | Schotland                      |
| 44 | 20 maart 1963     | EK-kwalificatie      | Wales | 1 – 1 | Hongarije                      |
| 45 | 12 oktober 1963   | British Championship | Wales | 0 – 4 | Engeland                       |
| 46 | 3 oktober 1964    | British Championship | Wales | 3 – 2 | Schotland                      |
| 47 | 17 maart 1965     | WK-kwalificatie      | Wales | 4 – 1 | Griekenland                    |
| 48 | 2 oktober 1965    | British Championship | Wales | 0 – 0 | Engeland                       |
| 49 | 27 oktober 1965   | WK-kwalificatie      | Wales | 2 – 1 | Sovjet-Unie                    |
| 50 | 30 maart 1966     | British Championship | Wales | 1 – 4 | Noord-Ierland                  |
| 51 | 22 oktober 1966   | EK-kwalificatie      | Wales | 1 – 1 | Schotland                      |
| 52 | 21 oktober 1967   | EK-kwalificatie      | Wales | 0 – 3 | Engeland                       |
| 53 | 8 mei 1968        | Oefeninterland       | Wales | 1 – 1 | West-Duitsland                 |
| 54 | 23 oktober 1968   | WK-kwalificatie      | Wales | 0 – 1 | Italië                         |
| 55 | 28 juli 1969      | Oefeninterland       | Wales | 0 – 1 | Verenigd Koninkrijk            |
| 56 | 22 oktober 1969   | WK-kwalificatie      | Wales | 1 – 3 | Duitse Democratische Republiek |
| 57 | 18 april 1970     | British Championship | Wales | 1 – 1 | Engeland                       |
| 58 | 11 november 1970  | EK-kwalificatie      | Wales | 0 – 0 | Roemenië                       |
| 59 | 15 mei 1971       | British Championship | Wales | 0 – 0 | Schotland                      |
| 60 | 20 mei 1972       | British Championship | Wales | 0 – 3 | Engeland                       |
| 61 | 15 november 1972  | WK-kwalificatie      | Wales | 0 – 1 | Engeland                       |
| 62 | 28 maart 1973     | WK-kwalificatie      | Wales | 2 – 0 | Polen                          |
| 63 | 11 mei 1974       | British Championship | Wales | 0 – 2 | Engeland                       |
| 64 | 30 oktober 1974   | EK-kwalificatie      | Wales | 2 – 0 | Hongarije                      |
| 65 | 17 mei 1975       | British Championship | Wales | 2 – 2 | Schotland                      |
| 66 | 8 mei 1976        | British Championship | Wales | 0 – 1 | Engeland                       |
| 67 | 22 mei 1976       | EK-kwalificatie      | Wales | 1 – 1 | Joegoslavië                    |
| 68 | 6 oktober 1976    | Oefeninterland       | Wales | 0 – 2 | West-Duitsland                 |
| 69 | 13 mei 1978       | British Championship | Wales | 1 – 3 | Engeland                       |
| 70 | 19 mei 1979       | British Championship | Wales | 3 – 0 | Schotland                      |
| 71 | 23 mei 1980       | British Championship | Wales | 0 – 1 | Noord-Ierland                  |
| 72 | 15 oktober 1980   | WK-kwalificatie      | Wales | 4 – 0 | Turkije                        |
| 73 | 19 november 1980  | WK-kwalificatie      | Wales | 1 – 0 | Tsjecho-Slowakije              |
| 74 | 27 april 1982     | British Championship | Wales | 0 – 1 | Engeland                       |
| 75 | 28 mei 1983       | British Championship | Wales | 0 – 2 | Schotland                      |
| 76 | 12 juni 1983      | Oefeninterland       | Wales | 1 – 1 | Brazilië                       |
| 77 | 14 december 1983  | EK-kwalificatie      | Wales | 1 – 1 | Joegoslavië                    |
| 78 | 14 november 1984  | WK-kwalificatie      | Wales | 2 – 1 | IJsland                        |
| 79 | 10 september 1985 | WK-kwalificatie      | Wales | 1 – 1 | Schotland                      |
| 80 | 16 oktober 1985   | Oefeninterland       | Wales | 0 – 3 | Hongarije                      |
| 81 | 9 september 1987  | EK-kwalificatie      | Wales | 1 – 0 | Denemarken                     |
| 82 | 20 mei 1990       | Oefeninterland       | Wales | 1 – 0 | Costa Rica                     |
| 83 | 1 mei 1991        | Oefeninterland       | Wales | 1 – 0 | IJsland                        |
| 84 | 8 september 1993  | WK-kwalificatie      | Wales | 2 – 2 | Tsjecho-Slowakije              |
| 85 | 9 maart 1994      | Oefeninterland       | Wales | 1 – 3 | Noorwegen                      |
| 86 | 7 september 1994  | EK-kwalificatie      | Wales | 2 – 0 | Albanië                        |
| 87 | 25 maart 1998     | Oefeninterland       | Wales | 0 – 0 | Jamaica                        |
| 88 | 14 oktober 1998   | EK-kwalificatie      | Wales | 3 – 2 | Wit-Rusland                    |